# The Country Lovers
The Country Lovers er en amerikansk stumfilm fra 1911 af Mack Sennett.

## Medvirkende
- Blanche Sweet
- Charles West
- Grace Henderson
- Mack Sennett